# Mirante do Vale
Il Mirante do Vale è il secondo grattacielo più alto di San Paolo, con un'altezza di 170 metri e 51 piani.

## Storia
Costruito nel 1960 al 1966, il grattacielo più alto fino a quel momento è stato l'Edificio Altino Arantes, ultimato nel 1947 con 161 metri di altezza. La prima pietra del Mirante do Vale è stata posata nel 1960, mentre la fine dell'edificio è del 1966 con apertura al pubblico nel 1967. Fino al 2021 è stato l'edificio più alto della città, venendo superato in quell'anno dal Platina 220.
Il suo nome originario era Zarzur Kogan Palace, cambiato nel 1988 in quello attuale. In questo stesso anno è stato effettuato il suo ultimo rinnovo.

## Galleria d'immagini

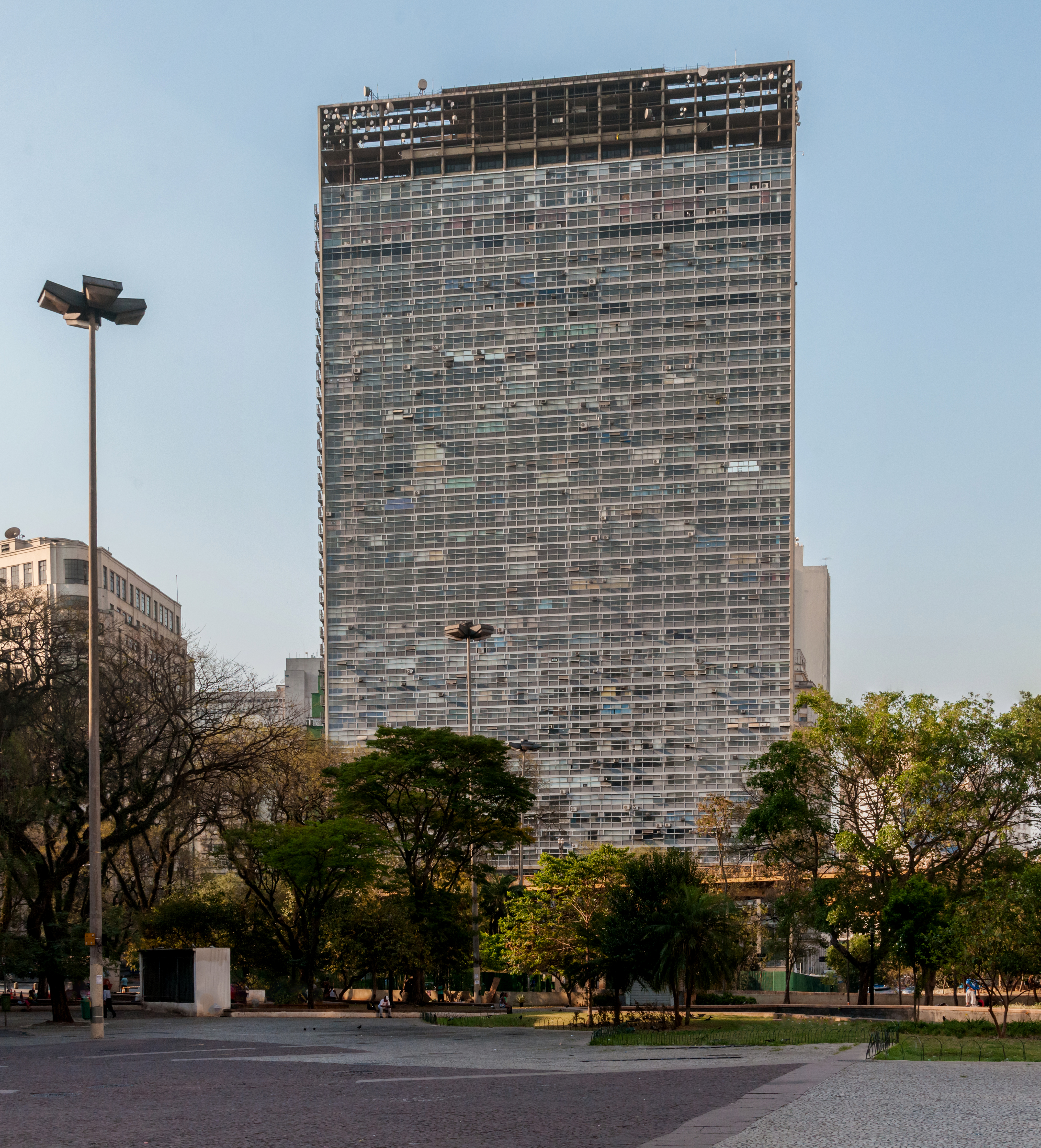
L'edificio.
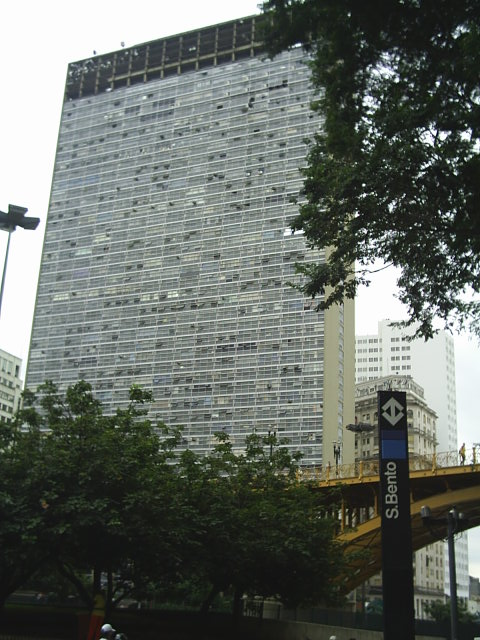
L'edificio visto in Valle di Anhangabaú.
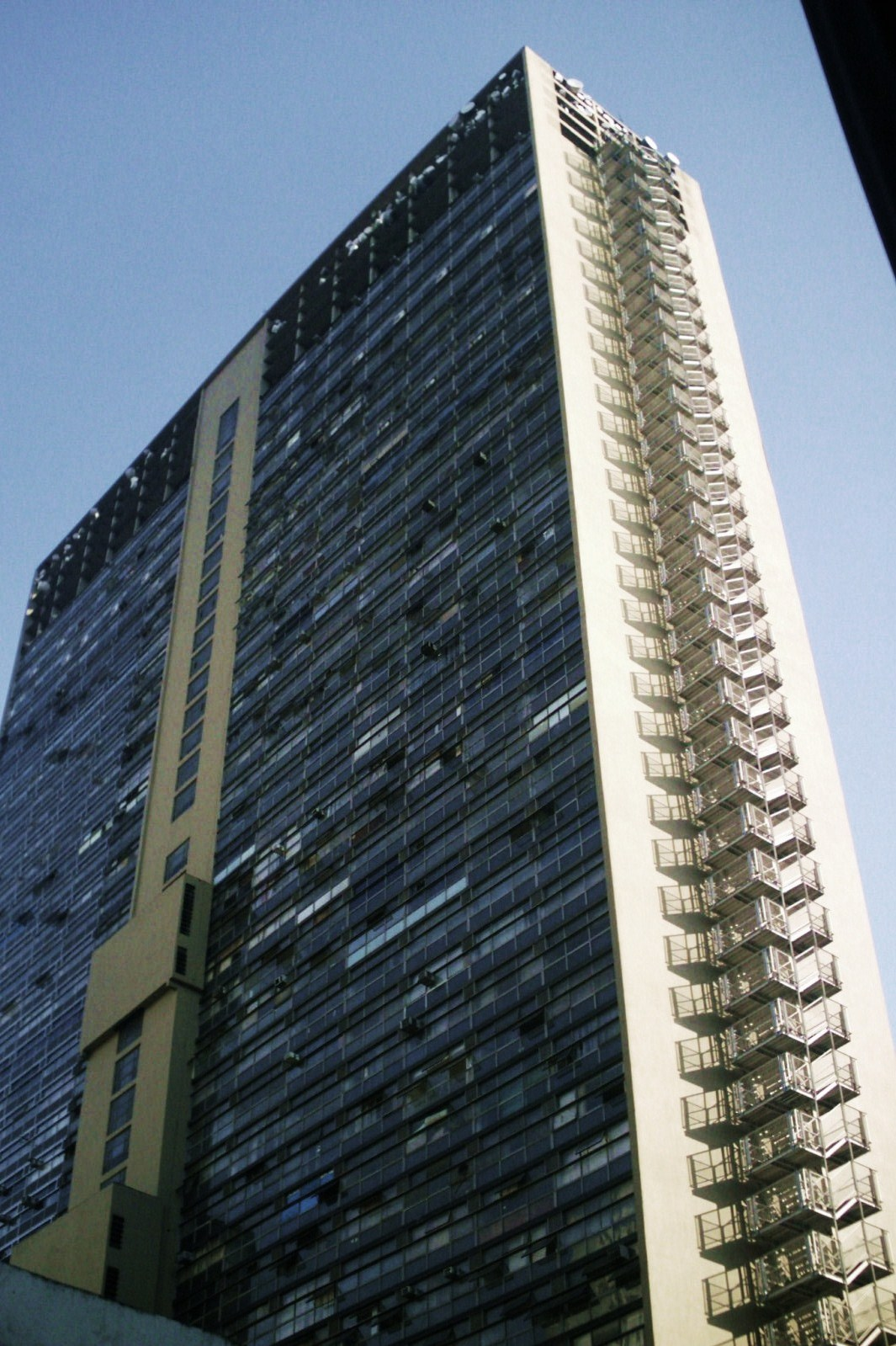
Mirante do Vale visto dietro.